# Cratoneuropsis relaxa
Cratoneuropsis relaxa là một loài Rêu trong họ Amblystegiaceae. Loài này được (Hook. f. & Wilson) M. Fleisch. mô tả khoa học đầu tiên năm 1925.